# Lianghusuchus
Lianghusuchus — вимерлий моновидовий рід крокодилів. Скам'янілості датуються еоценом і були знайдені в Хунані, Китай. Типовим видом є Lianghusuchus hengyangensis, названий у 1948 році. Спочатку він вважався крокодилом, що належав до родини Crocodylidae, але пізніше був визнаний членом родини алігаторів Alligatoridae у філогенетичному дослідженні Крістофера Брошу в 1999 році.